# Falk
Falk je priimek v Sloveniji, ki ga je po podatkih Statističnega urada Republike Slovenije na dan 1. januarja 2010 uporabljalo 6 oseb in je med vsemi priimki po pogostosti uporabe uvrščen na 23.591. mesto.

## Znani slovenski nosilci priimka
- Neca Falk (*1950), pevka zabavne glasbe
- Simon Stojko Falk, rolkar

## Znani tuji nosilci priimka
- Adalbert Falk (1827—1900), pruski politik
- Hanna Falk (*1989), švedska smučarska tekačica
- Miksa Falk (1828—1908), madžarski pisatelj, publicist in politik
- Peter Falk (1927—2011), ameriški igralec
- Robert Rafailovič Falk (1886—1958), ruski slikar